# Żyrzyn (Puławy)
Pour les articles homonymes, voir Żyrzyn.
Żyrzyn (prononciation [ˈʐɨʐɨn]) est un village de la gmina de Żyrzyn du powiat de Puławy dans la voïvodie de Lublin, situé dans l'est de la Pologne.
Le village est le siège administratif (chef-lieu) de la gmina appelée gmina de Żyrzyn.
Il se situe à environ 14 kilomètres au nord-est de Puławy (siège du powiat) et 44 kilomètres au nord-ouest de Lublin (capitale de la voïvodie).
Le village compte approximativement une population de 1 400 habitants.

## Histoire
De 1975 à 1998, le village est attaché administrativement à l'ancienne voïvodie de Lublin.

Depuis 1999, il fait partie de la nouvelle voïvodie de Lublin.